# Barrio Villa Luz
El Barrio Villa Luz es un barrio del noroccidente de Bogotá (Colombia), en la localidad de Engativá. 

## Historia
Fundado en 1972.

### Muerte accidental deJavier Ordóñez
La muerte de Javier Ordóñez fue un caso de brutalidad policial ocurrido en el Barrio Villa Luz, Bogotá, Colombia, en la noche del martes 8 de septiembre de 2020. Varios miembros de la Policía Nacional de Colombia, entre ellos Harby Damián Rodríguez Díaz y Juan Camilo Lloreda Cubillos, (patrulleros capturados hasta el momento),  lo agredieron y lo torturaron con pistolas taser, mientras él clamaba "Ya, por favor, ya no más", y los transeúntes que presenciaban y registraban los hechos, de igual manera lo exigían a los uniformados. Posteriormente, le infringieron fuertes golpes en el CAI de la Policía de Villa Luz, que, según la misma Fiscalía, funcionaba como un recinto que ofrecía impunidad a este acto. Allí recibió varios golpes cuyos autores y formas aún son materia de investigación, pero cuyas evidencias y consecuencias ya fueron claramente evidenciadas en los informes presentados por la Fiscalía General de la Nación y Medicina Legal.

## Barrios Vecinos
Delimita con los barrios Normandía, Santa Cecilia y El Lujan; Estos siendo un conjunto de desarrollo urbanístico similar y vías de acceso compartidas.
- Norte

Avenida Calle 80
- Sur

Avenida Pablo VI
- Oriente

Avenida Boyacá Calle 76
- Occidente

Avenida Cali

## Actividades socioeconómicas
Es un barrio residencial de estrato (3) residencial y comercial que ha tenido varios cambios arquitectónicos durante los últimos 40 años. Cuenta con una larga oferta de servicios, como supermercados y una cantidad de comercio por su vía principal.

## Sitios de interés
Club de la Policía Nacional: Está ubicado en la carrera 77 - Avenida Mutis.

## Infraestructura
Parque de Villa Luz
Centro Médico Villa Luz
CAI Villa Luz

## Vías y accesos
El barrio cuenta con varias nuevas rutas de SITP y buses que sirven a la comunidad, principalmente por la carrera 77, entre la avenida Boyacá y la Avenida Ciudad de Cali. 